# Ken G. Hall
Ken G. Hall, nato Kenneth George Hall (Sydney, 22 febbraio 1901 – Sydney, 8 febbraio 1994), è stato un regista, produttore cinematografico e sceneggiatore australiano, considerato una delle più importanti figure della storia dell'industria cinematografica australiana.

## Biografia
Nato come Kenneth George Hall nel 1901 a Paddington (Sydney), nello Stato del Nuovo Galles del Sud, era il terzo figlio di Charles e Florence Hall. Venne educato alla North Sydney Boys' High School. All'età di 15 anni, con l'aiuto del padre entrò al Sydney Evening News dove diventò amico di Kenneth Slessor, che sarebbe in seguito diventato un noto poeta e uno dei più popolari nomi del giornalismo australiano.
A 17 anni, Hall diventò pubblicista e iniziò a lavorare come assistente di Gayne Robert Dexter.
Nel 1924, Hall entrò come pubblicista nella compagnia di distribuzione statunitense First National, visitando l'anno seguente Hollywood.

### Carriera cinematografica
La sua carriera di regista iniziò quasi per caso nel 1928 quando la First National gli fece girare alcune scene di raccordo e aggiuntive per un film di guerra tedesco sulla battaglia di Cocos. Il film che ne risultò, The Exploits of the Emden, fu un successo locale. Hall ritornò a lavorare per l'Union Theatres, curando la pubblicità dello State Theatre di Sydney. In quel periodo, il governo di Stanley Bruce aveva proposto una tassa sugli spettacoli che fu fieramente osteggiata e Hall ne fu uno degli oppositori più convinti. In seguito, Hall diventò assistente di Stuart F. Doyle, amministratore delegato della società.
Doyle creò la Cinesound Productions, affidando a Hall la regia di un certo numero di cortometraggi prodotti dalla nuova compagnia.

## Filmografia

### Regista
- The Exploits of the Emden (1928)
- Thoroughbred (1936)
- Kokoda Front Line! - cortometraggio (1942)
- Smithy (1946)